# Leslie Harvey
Leslie Harvey (13. září 1944 Glasgow – 3. května 1972 Swansea) byl skotský kytarista několika skotských hudebních skupin konce 60. a začátku 70. let 20. století, z nichž nejvýznamnější skupinou byla Stone the Crows. Jeho bratrem byl Alex Harvey.
Narodil se v Govanu v Glasgow. V 60. letech ho Alan Price požádal, aby se přidal k The Animals, ale rozhodl se zůstat ve skupině svého bratra Alex Harvey Soul Band. Později se stal členem Blues Council. Ti vydali jedno album, Baby Don't Look Down. Skupina se rozpadla poté, co v březnu 1965 došlo k dopravní nehodě, při níž zemřeli zpěvák Fraser Calder a baskytarista James Giffen. V roce 1969 nahrál několik skladeb pro druhé album skotských Cartoone. Též se zúčastnil jejich turné po Spojených státech amerických jako předkapela Led Zeppelin. V roce 1969 byli také předkapelou americké skupiny Spirit. Na konci roku 1969 spoluzaložil Stone the Crows. V květnu 1972 byl na jejich koncertě ve Swansea zabit elektrickým proudem, když se dotkl mikrofonu, který nebyl uzemněný.